# Shelia Burrell
Shelia Burrell (Albuquerque, 15 gennaio 1972) è un'ex multiplista statunitense.

## Palmarès

### Mondiali
- 1 medaglia:
  - 1 bronzo (Edmonton 2001 nell'eptathlon)

### Giochi panamericani
- 2 medaglie:
  - 2 argenti (Winnipeg 1999 nell'eptathlon; Winnipeg 1999 nella staffetta 4×100 m)